# Hildebrando Mendes Costa
Hildebrando Mendes Costa (* 16. Juni 1926 in Orizona) ist ein brasilianischer Geistlicher und emeritierter römisch-katholischer Bischof von Estância.

## Leben
Hildebrando Mendes Costa empfing am 2. Dezember 1951 die Priesterweihe.
Papst Johannes Paul II. ernannte ihn am 15. März 1981 zum Titularbischof von Arindela und zum Weihbischof in Aracajú. Der Bischof von Penedo, Constantino José Lüers OFM, spendete ihm am 29. Oktober desselben Jahres die Bischofsweihe; Mitkonsekratoren waren Luciano José Cabral Duarte, Erzbischof von Aracajú, und Miguel Fenelon Câmara Filho, Erzbischof von Maceió.
Am 25. März 1986 wurde er zum Bischof von Estância ernannt. Am 30. April 2003 nahm Johannes Paul II. sein altersbedingtes Rücktrittsgesuch an.